# Иллипех
Иллипех — река в России, протекает по Александровскому району Томской области. Вытекает из озера Иллипех, в 23 километрах к северо-востоку от села Назино. Устье реки находится в 38 км по левому берегу реки Назинская. Длина реки составляет 13 км.

## Данные водного реестра
По данным государственного водного реестра России относится к Верхнеобскому бассейновому округу, водохозяйственный участок реки — Обь от впадения реки Васюган до впадения реки Вах, речной подбассейн реки — Васюган. Речной бассейн реки — (Верхняя) Обь до впадения Иртыша.